# Béla Julesz
Béla Julesz (également Bela Julesz en anglais), né le 19 février 1928 et mort le 31 décembre 2003, est un neuroscientifique américain d'origine hongroise et un psychologue expérimental dans les domaines de la perception visuelle et auditive.
Julesz est à l'origine des stéréogrammes à points aléatoires qui ont conduit à la création des autostéréogrammes. Il fut également le premier à étudier la discrimination de texture.

## Biographie
Béla Julesz est né à Budapest, en Hongrie, le 19 février 1928. Il est diplômé de l'Université de technologie et d'économie de Budapest en 1950. Il a commencé sa carrière d'ingénieur électrique à l'Institut de recherche en télécommunications. Il a immigré aux États-Unis avec sa femme Margit après avoir obtenu son doctorat de l'Académie hongroise des sciences en 1956. Le sujet de sa thèse de doctorat portait sur la théorie des systèmes micro-ondes et des signaux de télévision.
En 1956, Julesz rejoint les célèbres Laboratoires Bell, où il dirige le département des processus sensoriels et perceptuels, de 1964 à 1982, puis le département de recherche sur la perception visuelle, de 1983 à 1989. Une grande partie de ses recherches portaient sur des sujets de psychologie physiologique, notamment la perception de la profondeur et la reconnaissance des formes au sein du système visuel.
En 1959, Julesz a créé le stéréogramme à points aléatoires en utilisant des paires de motifs de points aléatoires identiques, à l'exception de légères différences dans la position horizontale d'un sous-ensemble de points. Lorsque ces motifs étaient observés chacun par un œil à l'aide d'un stéréoscope, le sous-ensemble de points différents semblait se trouver à une profondeur différente du reste. Julesz a qualifié cela, de manière fantaisiste, de vision cyclopéenne, d'après les mythiques Cyclopes, créatures avec un seul œil sur le front au lieu des deux habituels. En effet, la forme de la zone de profondeur était invisible pour les deux yeux séparément ; il n'est visible que par l'œil cyclopéen de perception stéréoscopique qui combine les informations des deux yeux. Plus tard, Christopher Tyler, un ancien élève de Julesz, a utilisé les principes des stéréogrammes à points aléatoires pour inventer des autostéréogrammes, qui créent le même effet en utilisant une unique image au lieu de deux.
Julesz a apporté d'importantes contributions à la théorie de la perception visuelle humaine de la texture. En 1962, il est à l’origine de la conjecture de Julesz, selon laquelle les humains ne peuvent pas distinguer des textures ayant des statistiques de second ordre identiques.
En 1965, il a participé à une des toutes premières exposition d'art numérique, Computer-Generated pictures, à la Howard Wise Gallery, de New York, aux côtés de l'ingénieur et pionner du code créatif A. Michael Noll. Il a par ailleurs participé à l'association Experiments in Art and Technology qui organisait la collaboration d'artistes et d'ingénieurs.
En 1973, il a prouvé que cette conjecture était fausse, même si le concept selon lequel les textures d'images pouvaient être modélisées sur la base de statistiques d'ordre inférieur subsistait. En 1981, il est à l'origine de la théorie des textons, qui stipule que les textons, composés de caractéristiques d'image locales, sont « les unités putatives de la perception pré-attentive de la texture humaine ».
En 1989, il prend sa retraite des Bell Labs et commence à enseigner au département de psychologie de l'Université Rutgers à Piscataway, New Jersey. C'est là qu'il a créé et dirigé le Laboratoire de recherche sur la vision, destiné à l'étude des mécanismes de stéréopsie, de mouvement, de vision binoculaire, de perception des textures et d'attention. Le laboratoire a contribué à faire des sciences cognitives, des neurosciences et des sciences de la vision des domaines d’études importants à Rutgers. Julesz est devenu professeur émérite en 1999 et est resté directeur du laboratoire jusqu'à son décès le 31 décembre 2003 à l'âge de 75 ans.

## Éducation
- 1950 - Génie électrique, Université de technologie et d'économie de Budapest
- 1956 - Ph.D., Académie hongroise des sciences

## Publications
Béla Julesz est l'auteur ou a collaboré à plus de 200 publications, dont Foundations of Cyclopean Perception (1971). Ce livre est souvent considéré comme un classique de la psychophysique et des sciences cognitives et a récemment été ajouté à la liste du Millennium Project des 100 livres de sciences cognitives les plus influents du 20e siècle. Ce livre a été réédité en 2006 chez MIT press.

## Récompenses
Julesz a reçu de nombreuses récompenses tout au long de son illustre carrière, notamment une bourse MacArthur en 1983 (« prix du génie ») pour ses travaux en psychologie expérimentale et en intelligence artificielle. Il a été élu à l'Académie américaine des arts et des sciences en 1980, à la National Academy of Sciences en 1987, et à l'American Philosophical Society en 1995.

## Lectures complémentaires
- Siegel, « Bela Julesz », Physics Today, vol. 58, no 4,‎ 2005, p. 83–84 (DOI 10.1063/1.1955498, Bibcode 2005PhT....58d..83S)
- Papathomas, « Biographical Memoir for Bela Julesz », American Philosophical Society Proceedings, vol. 149, no 4,‎ 2005, p. 599–603